# ميرفا القاضي
- ميرفا القاضي هي فنانة لبنانية / فرنسية من مواليد 8 سبتمر وهي أكبر أخواتها؛ والدتها كارول قسطانتينان من مدينة نيس في فرنسا ووالدها وليد القاضي من لبنان وأول ظهور لها في الشاشة في مهرجان كوكولا وكانت تبلغ من العمر 14 سنة [1][2].اشتهرت ميرفا القاضي كممثلة وفنانة استعراضية حيث قدمت حفلات تكريماً لداليدا مجسّدة شخصيتها كفنانة .

## أعمالها
- الحب جنون ج٣ 2020
- ٥٠الف 2018
- الحب جنون ج١ 2018
- الهيبة 2018
- حدوتة حب 2018
- جنان نسوان 2017
- كواليس المدينة 2016
- باباراتزي2015
- علاقات خاصة 2015
- ولاد البلد 2014
- سفر برلك 2024
- فيلم المزرعة 2024
- مسلسل الوسم 2022